# Puchar Europy w Boksie 2010
Wyniki zawodów bokserskich, które rozgrywane były w dniach: 21 - 29 listopada 2010 roku w ukraińskim mieście - Charków. Zawodnicy rywalizowali w dziesięciu kategoriach wagowych, była to pierwsza edycja Pucharu Europy.

## Medaliści
| Kategoria wagowa              | Złoto                | Srebro               | Brąz                |
| Waga papierowa (-49 kg)       | Aleksander Samojłow  | Elvin Məmişzadə      | Denis Szkarubo      |
| Waga musza (-52 kg)           | Nordine Oubaali      | Ronny Beblik         | Gairbek Germakhanov |
| Waga kogucia (-56 kg)         | Luke Campbell        | Denis Makarov        | Răzvan Andreiana    |
| Waga lekka (-60 kg)           | Denys Berinczyk      | Semen Grivachev      | Eugen Burhard       |
| Waga lekkopółśrednia (-64 kg) | Vyacheslav Kislitsin | Wołodia Hajrapetian  | Gyula Káté          |
| Waga półśrednia (-69 kg)      | Taras Szełestiuk     | Magomedkamil Musayev | Dmitro Mitrofanov   |
| Waga średnia (-75 kg)         | Jewhen Chytrow       | Andranik Hakobjan    | Victor Cotiujanschi |
| Waga półciężka (-81 kg)       | Ołeksandr Hwozdyk    | Ainar Karlson        | Pavel Bykov         |
| Waga ciężka (-91 kg)          | Ołeksandr Usyk       | Terweł Pulew         | Alexey Egorov       |
| Waga super ciężka (+91 kg)    | Roman Kapitonenko    | Andrey Afonin        | Primislav Dimovski  |